# Spruners Ragwurz
Die Spruners Ragwurz (Ophrys spruneri) ist eine Pflanzenart der Gattung der Ragwurzen (Ophrys) aus der Familie der Orchideen (Orchidaceae). Sie blüht von März bis Mai.

## Beschreibung
Diese mehrjährige krautige Pflanze hat zwei kugelige bis eiförmige Knollen als Überdauerungsorgane und erreicht Wuchshöhen zwischen 15 und 40, selten auch 50 Zentimeter. Am Grund des Stängels befinden sich ein bis zwei Schuppenblätter. Drei bis sechs Laubblätter sind in einer Grundrosette zusammengefasst und ein bis zwei weitere Blätter findet man weiter oben am Stängel. 
Der lockere Blütenstand besteht aus zwei bis acht Blüten. 
Die eiförmigen Kelchblätter haben eine weißlich-grüne Grundfarbe. Die seitlichen Kelchblätter sind in der untern Hälfte, selten auch einheitlich, rot überlaufen. Die kahlen bis kurzhaarigen und oft welligen Kronblätter erscheinen grünlich-rosa. Die tief bis schwach dreilappige Lippe ist schwarzviolett gefärbt. Das Mal erscheint H-förmig und das umgreifende Basalfeld ist violett-blau mit hellem Rand gefärbt. Die Basalschwielen erscheinen schwärzlich.

## Standort und Verbreitung
Diese Orchidee findet man auf Magerrasen, Gariguen, in lichten Laub- und Nadelwäldern mit basenreichen Böden bis zu einer Höhe von 900 Meter über NN. Man findet diese Pflanzenart auf der südlichen Balkanhalbinsel und Ägäis. Auf dem griechischen Festland erstreckt sich das Verbreitungsgebiet bis zum südlichen Mazedonien.